# 國立烏克蘭歌劇院
烏克蘭國立謝甫琴科學術芭蕾及歌劇院（烏克蘭語：Національний академічний театр опери та балету України імені Т. Г. Шевченка）設立於1867年，是烏克蘭第三個劇場，僅次於國立敖德薩戲劇和芭蕾舞學院劇場和利沃夫歌劇芭蕾舞劇院。1896年，歌劇院遭大火燒毀，此後得到了重建。現在的建築修建於1901年，為新文藝復興式建築，是基輔的地標建築之一。
1911年9月14日，時任俄國總理大臣斯托雷平與沙皇尼古拉二世和沙皇的兩個女兒在此欣賞尼古拉·里姆斯基-科萨科夫的歌劇萨坦王的故事時，遭遇槍手德米特里·博格羅夫連續槍擊兩次，四日後斯托雷平逝世，槍手亦於24日被處以絞刑。

## 外部連結
- National Opera House of Ukraine official website （英文）
- Virtual tour of the theater
- Shevchenko National Opera House of Ukraine (Kyiv)（页面存档备份，存于）